# Бертіль Улін
Бертіль Готтард Улін (швед. Bertil Gotthard Ohlin; 23 квітня 1899, Кліппан — 3 серпня 1979, Володален) — шведський економіст. Лауреат Нобелівській премії 1977 «за новаторський внесок у теорію міжнародної торгівлі, і міжнародного руху капіталу».
Бертіль Улін здобув науковий ступінь з математики й статистики в університеті Лунда (1917), ступінь магістра економіки у Гарварді (1923). Докторський ступінь здобув у Стокгольмському університеті. Викладав у Копенгагенськом університеті й Стокгольмській школі ділової адміністрації. Був членом шведського парламенту, міністром торгівлі, представником Швеції у Європейській раді.
Відповідно до теореми Гекшера-Уліна, за умов вільної торгівлі досягається рівновага цін факторів виробництва у різних країнах, а отже, і спільна економічна рівновага.

## Твори
- «Міжрегіональна та міжнародна торгівля» (Interregional and International Trade, 1933);
- «Альтернативні теорії ставки відсотка» (Alternative Theories of the Rate of Interest, 1937).